# Michael Lynagh
Michael Patrick Thomas Lynagh (Brisbane, Australia, 25 de octubre de 1963) es un exjugador australiano de rugby que se desempeñaba como apertura. Actualmente Lynagh es un comentarista deportivo de la cadena Sky Sports del Reino Unido.
Michael Lynagh jugó con los Wallabies de 1984 a 1995 marcó 911 puntos (récord vigente), disputó las tres primeras Copas del Mundo, fue capitán desde 1993 hasta su retiro y se consagró campeón del Mundo en Inglaterra 1991.
Es considerado como uno de los más grandes jugadores en su posición de la historia. Desde 2014 es miembro del Salón de la Fama de la World Rugby.

## Biografía
Nacido el 25 de octubre de 1963 en Brisbane. Comenzó a jugar rugby a la edad de 10 años en su escuela primaria, cuando fue a la Universidad jugó para Queensland Reds donde debutó en primera. Jugó profesionalmente en Italia (único país donde el rugby era profesional en ese momento) hasta la apertura del profesionalismo a nivel mundial en 1995. En 1996 emigraría al rugby inglés para jugar en Saracens, donde jugó con Philippe Sella, obtener en 1998 la única Copa del club y retirarse en esa temporada. En abril de 2012 sufrió un derrame cerebral grave, al recuperarse, debieron explicarle como jugar rugby en su puesto.

## Selección nacional
Debutó a los 20 años en el Seleccionado Nacional jugando su primer partido el 9 de junio de 1984. Demostró tener el potencial para suplantar a la joven estrella Mark Ella que se había retirado sorpresivamente ese año.

### Grand Slam del '84
Lynagh fue parte del Grand Slam de 1984 cuando Australia realizó la legendaria gira por Europa. La leyenda comenzó cuando los Wallabies vencieron a Inglaterra 3-19, en el segundo partido contra Irlanda triunfo 9-16, la tercera cita fue una abultada victoria contra los dragones rojos por 9-28 dónde los backs oceánicos se lucieron y terminó en Edimburgo con la victoria australiana. Hasta 2014 sigue siendo el último Grand Slam de los Wallabies.

### Participaciones en Copas del Mundo
Disputó la Copa del Mundo de Rugby de Nueva Zelanda 1987 perdiendo en semifinales con Francia (24-30) y luego siendo derrotados 21-20 contra Gales por el tercer puesto, Lynagh marcó 82 puntos quedando segundo en la lista de máximos anotadores por detrás de Grant Fox. Cuatro años más tarde en Inglaterra 1991, resultaría campeón venciendo a los anfitriones en la final, antes en cuartos de final marcó el try de la victoria frente a Irlanda en el último minuto. Jugó su último mundial en Sudáfrica 1995 dónde los Wallabies fueron derrotados en cuartos por los XV de la Rosa repitiendo el duelo de la final anterior, este fue su último partido con los Wallabies.
| Mundial                       | Sede          | Resultado        | Partidos | Pts |
| ----------------------------- | ------------- | ---------------- | -------- | --- |
| Copa Mundial de Rugby de 1987 | Nueva Zelanda | Cuarto puesto    | 6        | 82  |
| Copa Mundial de Rugby de 1991 | Inglaterra    | Campeón          | 6        | 66  |
| Copa Mundial de Rugby de 1995 | Sudáfrica     | Cuartos de final | 3        | 47  |